# Вантаа (река)
Вантаа (фин. Vantaa, швед. Vanda å, устар. Ванда или Вантаниоки), в верхнем течении — Вантаанйоки (фин. Vantaanjoki) — река на юге Финляндии.
Длина реки — 101 км. Площадь водосборного бассейна — 1688 км². Вантаа вытекает из озера Эркюляньярви на территории общины Хаусъярви, а впадает в Финский залив на территории Хельсинки.
Крупнейший приток — Кераванйоки (65 км).
На реке расположены города Вантаа и столица Финляндии Хельсинки. Имеется также небольшая гидростанция, которая производит до 500 мегаватт-часов энергии в год.
Музей электростанции Вантаа не работает с 2010 года, а сама прекратила свою работу в 2020 году